# Молодая Вена

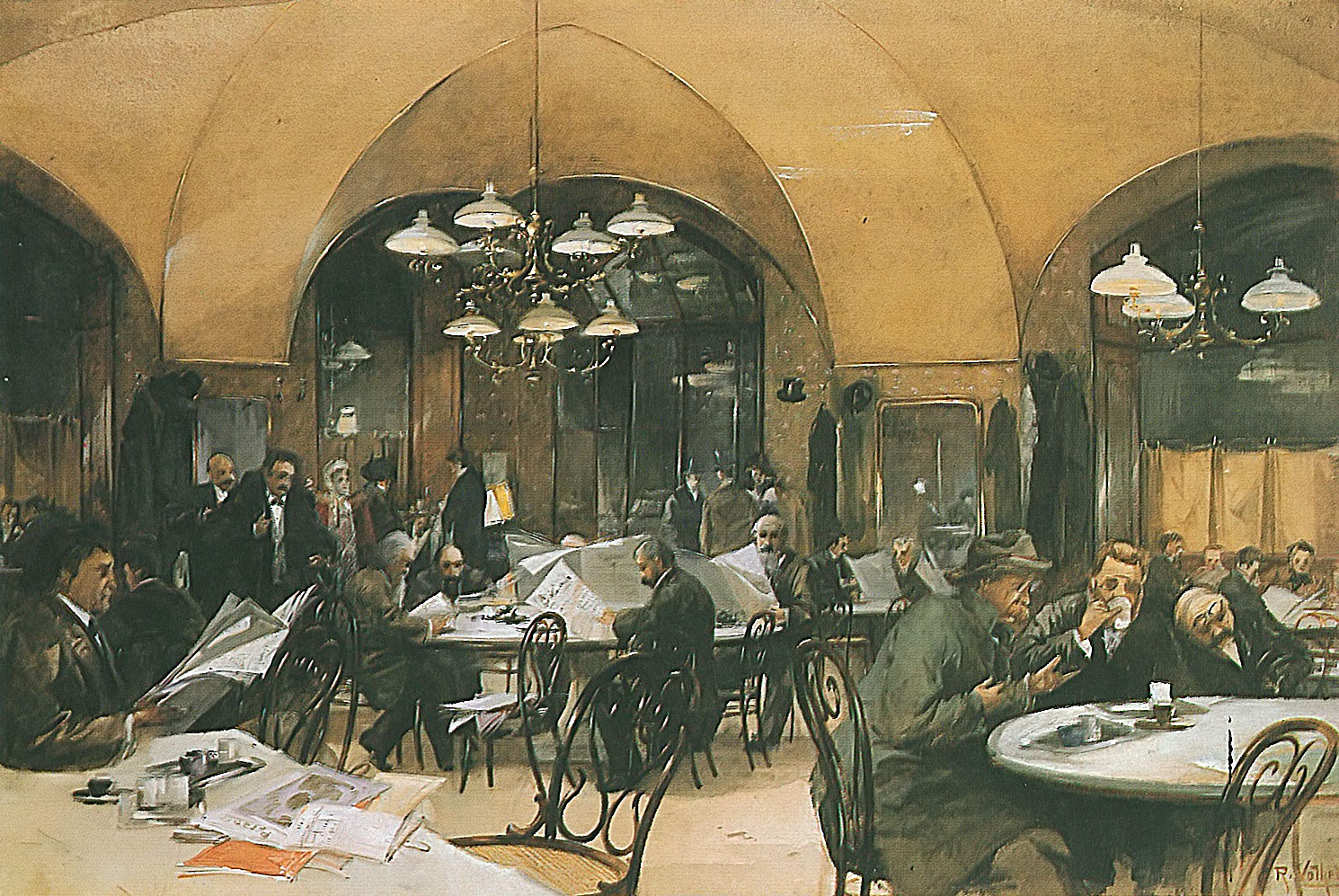
Кафе Гринштайдль, 1896

«Молодая Вена» (нем.  Jung-Wien) — сообщество литераторов, собиравшихся по преимуществу в венском кафе «Гринштайдль», отталкивавшихся от эстетики немецкого (берлинского) натурализма и развивавших в своем творчестве принципы культуры модерна (венский модерн), которые определили неповторимый дух австро-венгерской столицы конца века.

## Состав группы
В группу входили:

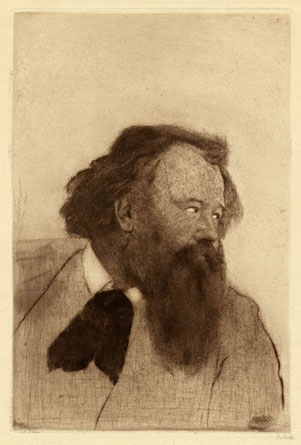
Герман Бар, 1904. Рис. Э. Орлика

- Петер Альтенберг — писатель и поэт,
- Леопольд Андриан — политик и писатель,
- Рауль Ауэрнхаймер — юрист, писатель,
- Герман Бар — драматург и критик,
- Пауль Гольдман[нем.] — журналист, критик,
- Рихард Бер-Гофман — романист и драматург,
- Гуго фон Гофмансталь — писатель, поэт, драматург,
- Якоб Юлиус Давид — новеллист, журналист,
- Феликс Дёрман[нем.] — писатель, либреттист,
- Феликс Зальтен — писатель и критик,
- Карл Краус — писатель, драматург и поэт,
- Антон Линднер[нем.] — писатель, критик,
- Фрида Уль — писательница и переводчица,
- Стефан Цвейг — писатель,
- Артур Шницлер — писатель, драматург,
- Рихард Шпехт[нем.] — поэт, драматург.

Печатным органом сообщества был еженедельник «Время» (нем. Die Zeit), который издавал с 1894 Г. Бар. Общество просуществовало с 1890 до 1897. Его распад был обозначен резким памфлетом Крауса Die Demolierte Literatur (1897), а также закрытием и перестройкой кафе «Гринштайдль». Некоторое время после этого литераторы ещё собирались в ближайшем кафе «Централь», но сплоченность группы была разрушена.